# インディ・ジョーンズと運命のダイヤル
『インディ・ジョーンズと運命のダイヤル』（インディ・ジョーンズとうんめいのダイヤル、Indiana Jones and the Dial of Destiny）は、2023年に公開されたアメリカ合衆国のアクションアドベンチャー映画。『インディ・ジョーンズ シリーズ』の第5作目で、『インディ・ジョーンズ/クリスタル・スカルの王国』の直接的な続編となる。また、ルーカスフィルムがウォルト・ディズニー・カンパニーに買収されて以来、初となるシリーズ作品である。ジェームズ・マンゴールドが監督、彼とジェズ・バターワース、ジョン＝ヘンリー・バターワースが共同脚本を務めている。これまでのシリーズで監督を務めていたスティーヴン・スピルバーグは監督を降板してプロデューサーを務めている。ハリソン・フォード、ジョン・リス＝デイヴィス、カレン・アレンは続投し、フィービー・ウォーラー＝ブリッジ、アントニオ・バンデラス、トビー・ジョーンズ、ボイド・ホルブルック、イーサン・イシドール、マッツ・ミケルセンが出演している。

## ストーリー
1944年、インディはナチスが略奪した秘宝「ロンギヌスの槍」を友人の考古学者バジルと共に奪還しようとする最中、ナチスの科学者フォラーが偶然見つけたもう一つの秘宝「アルキメデスのダイヤル」の片割れを手に入れる。
時が経ち1969年。アメリカがアポロ計画の月面着陸成功に沸く中、定年を迎え長年勤めた大学教授の職を退いたインディはバジルの娘ヘレナからかつて手に入れた「アルキメデスのダイヤル」の調査を依頼される。同じ頃、アポロ計画の協力者となっていたフォラーもインディに奪われたダイヤルを取り戻すべく、ナチスの残党と共に動き出そうとしていた。

## 登場人物
インディアナ・ジョーンズ
演 - ハリソン・フォード
主人公。数々の冒険を繰広げた考古学の教授にして無類の冒険家。現在も教鞭は取っているが、生徒たちは冷ややかな態度でまともに授業を受けておらず、さらには世間では月面着陸から帰還した宇宙飛行士たちに注目が集まっており、生徒たちはまるで考古学に興味がなく、序盤でそのまま定年退職を迎えた。また、息子のマットを止めることができず、ベトナム戦争に行ってしまい戦死してしまったことを後悔している面も見せる。
ヘレナ・ショー
演 - フィービー・ウォーラー＝ブリッジ
旧友であるバジルの娘でインディが名付け親。インディは彼女の事を“ウォンバット”と呼ぶが、理由までは明かされていない。金に執着しており、金儲けのためならどんな汚い手段も平気で使い、インディを騙してアルキメデスのダイヤルの片割れを盗みだして競売にかけようとした。他国で詐欺で捕まり、違法オークションの主催でもあったが、アルキメデスのダイヤルを狙ったのは父親との確執からである事が判明していく。
ユルゲン・フォラー
演 - マッツ・ミケルセン
元ナチスの物理学者。第二次大戦中にヒトラー命令でロンギヌスの槍を探す任務中にアルキメデスのダイヤルの片割れをたまたま見つけ古代科学の超越した力があることに言及するが、話を聞いていたインディとバジルに奪われしまう。戦後は身分を隠してユルゲン・シュミットと名乗り、アメリカでアポロ計画のロケット開発に携わっていた。科学に傾倒しており、ヒトラーの求める神秘的な力には懐疑的であった。インディに奪われたダイヤルを巡って、今度はインディとヘレナを相手に壮絶な争奪戦を繰り広げる。ヴェルナー・フォン・ブラウンを元にしたキャラクター。
レナルド
演 - アントニオ・バンデラス
インディの旧友で潜水士。
サラー
演 - ジョン・リス＝デイヴィス
聖櫃を巡る争奪戦や聖杯探索に協力したインディの友人で、エジプトの発掘屋。インディの助けで中東戦争の戦火を逃れ、家族と共にアメリカに移住し暮らしている。
バジル・ショー
演 - トビー・ジョーンズ
インディとは旧友であるオックスフォード大学の考古学者でヘレナの父親。インディからは“バズ”と呼ばれる。序盤のロンギヌスの槍奪還の際にたまたまアルキメデスのダイヤルを手に入れた事で、家庭を顧みないほどダイヤルの研究に取りつかれてのめり込んでしまい、彼を案じるインディの説得でダイヤルをインディに破壊を頼んで託した。その後に死去する。
テディ
演 - イーサン・イシドール
ヘレナの相棒の少年。ストリートチルドレンのスリで、ヘレナからスリを働いたが捕まってしまうも、それ以降パートナーとして一緒に活動する。
クレーバー
演 - ボイド・ホルブルック
ナチスの残党でフォラーの右腕。メイソンに事を荒らげないよう忠告を受けるが、平気で無視して平然と人殺しを行う人物。
ウェーバー大佐
演 - トーマス・クレッチマン
フォラーの元上司だったナチスの大佐。ナチスが劣勢になる中でヒトラーから超人的な力を手に入れるためにロンギヌスの槍を探し出す事を命令されており、序盤でインディと対峙する。
メイソン
演 - シャウネット・レネー・ウィルソン
CIAの捜査官で、フォラーのお目付け役として彼らに同行するが、フォラー達がナチスだと知らずに騙されて同行していた。
ハウケ
演 - オリヴィエ・リヒタース
ナチスの残党でフォラーの部下で巨体の男。
マリオン・レイヴンウッド
演 - カレン・アレン
インディの妻。息子のマットが戦争に行き戦死してしまい、その悲しみからインディとは離婚協議中。
ポンティマス
演 - マーク・キリーン
紀元前212年のシラキュース包囲時代の兵士。
アルキメデス
演 - ナセル・メマルツィア
紀元前212年のシーンに登場した、シラクサ出身の天才科学者。

## キャスト
| 役名                 | 俳優                             | 日本語吹き替え |
| -------------------- | -------------------------------- | --- |
| インディ・ジョーンズ | ハリソン・フォード               | 村井國夫 |
| ヘレナ・ショー       | フィービー・ウォーラー＝ブリッジ | 坂本真綾 |
| ユルゲン・フォラー   | マッツ・ミケルセン               | 井上和彦 |
| レナルド             | アントニオ・バンデラス           | 大塚明夫 |
| マリオン             | カレン・アレン                   | 戸田恵子 |
| サラー               | ジョン・リス＝デイヴィス         | 宝亀克寿 |
| メイソン             | シャウネット・レネー・ウィルソン | 藤田奈央 |
| ウェーバー大佐       | トーマス・クレッチマン           | 根本泰彦 |
| バジル・ショー       | トビー・ジョーンズ               | 佐々木睦 |
| クレーバー           | ボイド・ホルブルック             | 中村悠一 |
| ハウケ               | オリヴィエ・リヒタース           | 安元洋貴 |
| テディ               | イーサン・イシドール             | 木村皐誠 |
| ラヒム               | アラー・サフィ                   | |
| 親衛隊将校           | フランシス・チャップマン         | |
| プリンプトン教授     | ガイ・ポール                     | |
| マンディ             | アンナ・フランコリーニ           | |
| フラン               | ハリエット・スレイター           | |
| ホテルの従業員       | アルトン・F・ホワイト            | |
| ジャバリ             | アリ・サレハ                     | 伊奈聖嵐 |
| アリア               | アマラ・カーン                   | |
| ポンティマス         | マーク・キリーン                 | - |
| アルキメデス         | ナセル・メマルツィア             | - |
| 不明 その他          | N/A                              | 新井笙子 石川藍 越後屋コースケ 岡本幸輔 小野寺悠貴 唐沢龍之介 髙梨愛 高野憲太朗 武田太一 田所陽向 津嘉山寿穂 露崎亘 泊明日菜 夏目あり沙 丹羽正人 橋本しんめい 樋山雄作 松川裕輝 三重野帆貴 峰晃弘 村田遥 永竹功幸 實川陽向 結菜 |

## スタッフ
- 監督：ジェームズ・マンゴールド
- 製作：キャスリーン・ケネディ、フランク・マーシャル、サイモン・エマニュエル
- 製作総指揮：スティーヴン・スピルバーグ、ジョージ・ルーカス
- 脚本：ジェズ・バターワース（英語版）、ジョン＝ヘンリー・バターワース（英語版）、デヴィッド・コープ、ジェームズ・マンゴールド
- 撮影：フェドン・パパマイケル
- プロダクションデザイン：アダム・ストックハウゼン（英語版）
- 衣装デザイン：ジョアンナ・ジョンストン
- 編集：マイケル・マカスカー、アンドリュー・バックランド、ダーク・ウェスターヴェルト
- 音楽：ジョン・ウィリアムズ

### 日本語版
- 字幕：戸田奈津子

吹き替え
- 演出：打越領一[12]
- 翻訳：野口尊子
- 翻訳監修：Jim Hubbert
- 録音：菊池悟史、松田明音
- 調整：シェパートン・スタジオ（英語版）
- 制作担当：二瓶理紗子、林宏美
- 録音制作：ACクリエイト
- 制作監修：須藤景子
- 制作：Disney Character Voices International, Inc.

## 製作

### 企画
2008年4月、ハリソン・フォードは公開を1か月後に控えた『インディ・ジョーンズ/クリスタル・スカルの王国』の製作が長期間にわたったことを引き合いに出し、「製作に20年かからなければシリーズ第5作に出演できるだろう」と語った。ジョージ・ルーカスは第5作では『クリスタル・スカルの王国』でシャイア・ラブーフが演じたマット・ウィリアムズを主人公にしようと考えていたが、後に断念している。彼はこれについて、「彼（ハリソン・フォード）は老人には見えない。信じられないほどに機敏で、その動きは20年前よりも良くなっている」と語り、フォードがインディアナ・ジョーンズ役を続投することに問題は生じないとの見解を示した。
ルーカスは別の映画の脚本を探し始めたため、スティーヴン・スピルバーグが引き続き監督を引き受ける可能性について言及した。フォードは映画の製作プロセスについて、「私たちの間で基本合意が取り交わされてから、ジョージが私たちの元を長期間離れて作業するのです。その後、スティーヴンと私は何らかの形で胎芽状態のものを手にするのです。そして、気に入ったものがあればジョージと共に作業を始め、準備が整った時点で製作を始めるのです」と語っている。また、ルーカスは前作とシリーズの今後の展望について「私たちが目指すべき方向性については、まだいくつかの問題が残っています。私は未来にいるが、スティーヴンは過去にいる。彼は元の状態に戻そうとしているが、私は今までと異なる場所に押し出していきたいのです。だから、私たちの間には一種の緊張感が残っているのです」と語っている。後にルーカスが提示した第5作のコンセプトを確認したフォードは、「クレイジーだが素晴らしい内容だ」と語っている。フォードによると、2010年11月の時点でルーカスが第5作の企画に関わっていると明かしている。2012年7月、フランク・マーシャルは第5作の企画には脚本家が不在だと語り、企画の進展について「絶対にないとは言い切れないが、進んでいない」と語っている。
2012年10月、ウォルト・ディズニー・カンパニーがルーカスフィルムを買収したことで『インディ・ジョーンズ シリーズ』の知的財産権がディズニーに移行し、2013年12月にはパラマウント・ピクチャーズから『インディ・ジョーンズ シリーズ』の配給権・販売権を取得した。これらの動きに伴い、ルーカスは第5作の製作をルーカスフィルム新社長に就任したキャスリーン・ケネディに一任した。しかし、ルーカスフィルムは第5作よりも『スター・ウォーズシリーズ』の製作を優先する方針を決め、2015年5月になってケネディはルーカスフィルムが将来的に『インディ・ジョーンズ シリーズ』の新作映画を製作することを決めた。同年末までにケネディ、スピルバーグ、フォードの3人は第5作のストーリーについて話し合いを行っている。

### プリプロダクション
2016年3月、ディズニーは第5作を2019年7月19日に公開し、映画にはフォードが続投することを発表した。監督はスピルバーグが務め、ケネディとマーシャルはプロデューサーとして参加することになり、マーシャルは製作発表の時点で「企画はプリプロダクションの初期段階にある」と語っている。マクガフィンが選定された数か月後には脚本作業が始まり、『クリスタル・スカルの王国』など複数のスピルバーグ作品に参加経験があるデヴィッド・コープが脚本家として起用され、彼とスピルバーグが共同でストーリーを考案した。第5作について、スピルバーグは「主人公インディアナ・ジョーンズが死ぬことはない」、マーシャルは「物語は第4作終了直後から始まる」とそれぞれ明言している。当初、「ルーカスは企画には参加していない」と報じられたが、後にスピルバーグは「もちろん、ジョージ・ルーカス抜きでインディ・ジョーンズ映画を製作することはありません。そんなことは常識でしょう」と語り、ルーカスが製作総指揮を務めると明言した。しかし、同年末にルーカスの不参加が正式発表され、マーシャルは彼の不参加について「人生は変わり、私たちは前に進む。彼は前に進んだのです」と語っている。
2017年、スピルバーグは『レディ・プレイヤー1』『ペンタゴン・ペーパーズ/最高機密文書』の製作を優先するため、第5作の公開年が2020年に変更された。また、コープは「ほぼ満足のいく脚本が完成した」とコメントを出し、第5作にはマット・ウィリアムズが登場しないことを明かした。ディズニーCEOボブ・アイガーはシリーズの将来性について言及し、フォードが引き続き関わるかは不明だが、第5作が最終作になることはないと明言している。撮影は2019年4月からイギリスで開始する予定だったが、脚本の最終承認が下りていなかったため撮影は延期された。2018年初頭にルーカスフィルムはスコット・ベック、ブライアン・ウッズと面会し、『インディ・ジョーンズ シリーズ』『スター・ウォーズシリーズ』などの脚本に関する「オープン・キャンバス・トーク」を行った。ベックは『インディ・ジョーンズ シリーズ』の次回作の脚本執筆に関心を抱いたものの、最終的に彼とウッズはオリジナルのフランチャイズ作品の確立を目指すことにしたという。マーシャルは「映画のために多くの人々がアイディアを出し合った」と語っている。2018年半ばにジョナサン・カスダンがコープの後任として起用され、公開年が2021年に変更された。
2019年5月、「カスダンが新たなオリジナルストーリーを執筆した」と報じられたが、この脚本は後に「全く異なる前提」を採用したダン・フォーゲルマンの脚本に差し替えられた。同年9月にはコープが脚本家として再び製作に参加し、新たに2本の脚本を執筆したものの、2本とも不採用となった。彼によるとスピルバーグ、フォード、ディズニーの間で脚本についての意見相違が起こり、製作は暗礁に乗り上げたという。フォードは後に脚本が「彼（インディアナ・ジョーンズ）の人生、関係における新たな展開」を示し、「彼の歴史の一部」を解決したと語っている。
2020年2月、スピルバーグは「シリーズにフレッシュな視点を加えるために新しい映画製作者に任せたい」として監督から退き、プロデューサーを務めることになった。撮影は同年後半に行われることになり、同時に公開年が2022年に変更された。同年5月にジェームズ・マンゴールドが監督に起用され、新たな脚本の執筆を始めた。スピルバーグの監督降板と共にコープも「ジム（マンゴールド）に自分自身の考えを持たせ、脚本家や本人に執筆させる良いタイミングだ」として製作から離脱した。マンゴールドは『フォードvsフェラーリ』の脚本を手掛けたジェズ・バターワース、ジョン＝ヘンリー・バターワースを新たに起用して脚本を執筆させた。

### キャスティング
フォードが高齢であることから、「クリス・プラットがインディアナ・ジョーンズ役の候補に挙がっている」という交代論がメディアで報じられたが、報道に対してマーシャルは「ジェームズ・ボンドのように、他の誰かをインディアナ・ジョーンズと呼ぶことはない」、スピルバーグは「インディアナ・ジョーンズを演じられるのは、ハリソン・フォードただ一人です」とそれぞれコメントし、フォードが続投するという見解を示した。フォード自身も「私はインディアナ・ジョーンズだ。私が去れば、彼も去っていく」とコメントしている。2021年4月にフィービー・ウォーラー＝ブリッジ、マッツ・ミケルセン、トーマス・クレッチマンの出演が発表され、5月にはボイド・ホルブルックとシャウネット・レネー・ウィルソンの出演が発表された。ミケルセンは起用に際して、「私が求めていた通りの脚本だった」と語っている。また、ジョン・リス＝デイヴィスは『レイダース/失われたアーク《聖櫃》』『インディ・ジョーンズ/最後の聖戦』で演じたサラー役での再登場に関心を寄せるコメントを出している。また、カレン・アレンも『クリスタル・スカルの王国』で演じたマリオン・レイヴンウッド役での再登場を期待し、同作でインディアナ・ジョーンズとマリオンが結婚したことを挙げ、「彼女なしで前に進むのは難しいでしょう」と語っている。撮影が始まるとトビー・ジョーンズの姿が撮影現場で目撃されたことから、彼の出演が判明した。7月にはアントニオ・バンデラスがインディアナ・ジョーンズの仲間役で出演することが発表された。

### 撮影

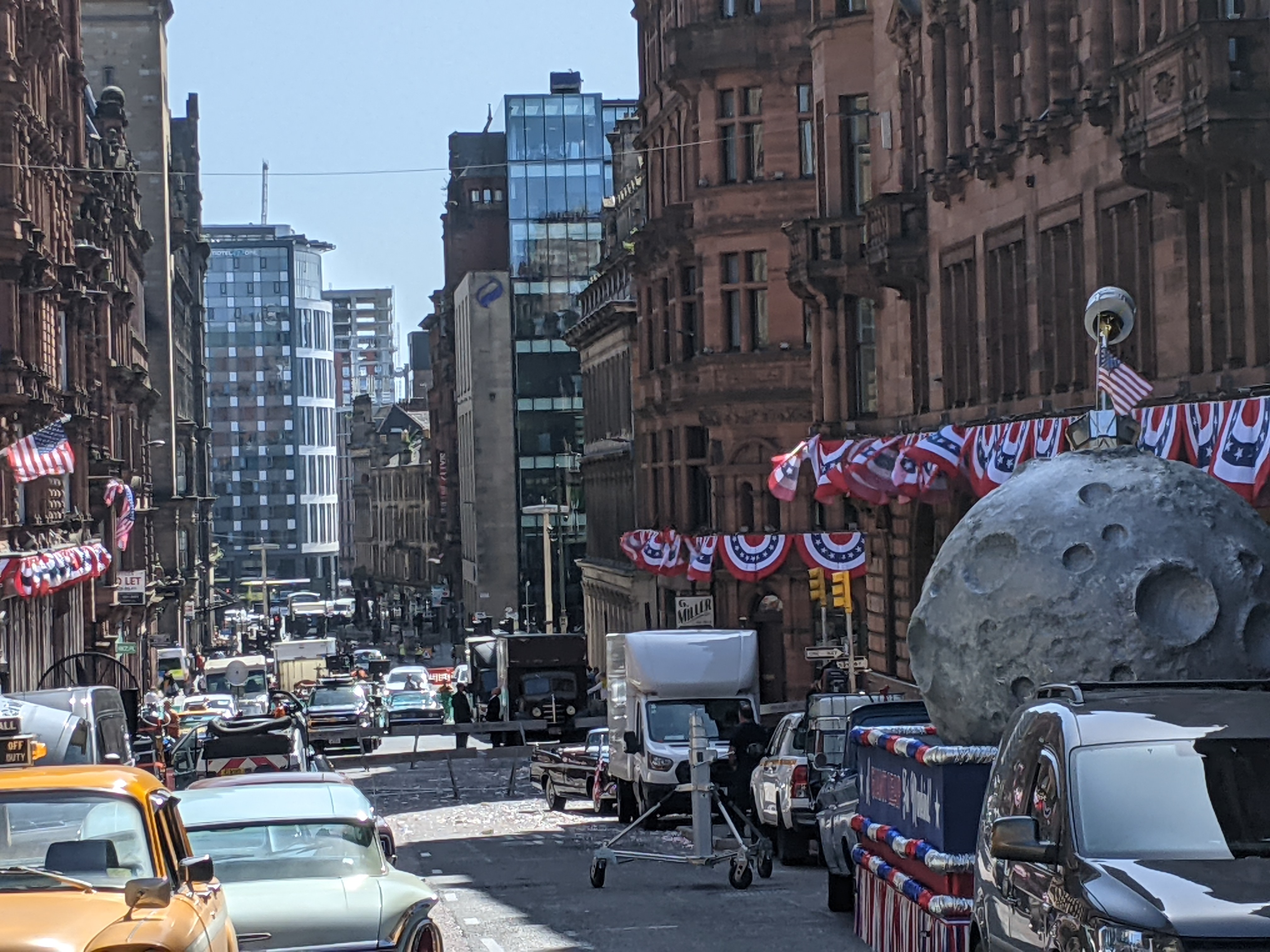
グラスゴーでの撮影風景

『クリスタル・スカルの王国』はアメリカ合衆国で撮影されたが、マーシャルは「第5作は世界各国で撮影する予定だ」と語っている。2021年6月4日からイギリスで主要撮影が始まり、パインウッド・スタジオやバンバラ城で撮影が行われた。グロスモント近郊のノース・ヨークシャー・ムーアズ鉄道ではフォードのスタントマンが出演するアクションシークエンスが撮影され、撮影現場では第二次世界大戦中のナチス軍用車両のレプリカが目撃されている。また、同月7日にはフォードの姿がグロスモントの撮影現場で目撃された。6月中旬からはスコットランドのリーダーフット高架橋で撮影が行われ、グレンコーではバイクチェイスシークエンスの撮影が行われた。この他、サウス・ラナークシャーのビガーでも撮影が行われた。
スコットランドでの撮影終了後はロンドンに移動し、ハックニーでヴィンテージカーを使用した撮影が行われた。また、民家での撮影も行われ、時代背景を考慮した内装のものが採用されたが、住民から「混乱が生じる」という苦情が殺到する騒ぎが起きた。6月23日にフォードが格闘シーンのリハーサル中に肩を負傷したことが報じられ、撮影はフォードの回復を待って再開することが発表された。7月に入り、グラスゴー中心街でニューヨークのシーンが撮影された。セント・ヴィンセント通りで撮影されたチェイスシークエンスでは、1969年のアポロ11号乗組員を迎えるティッカー・テープ・パレードが再現された。同地の撮影ではマイク・マッサがフォードのスタントマンを務め、顔はモーションキャプチャ処理が施された。また、ホルブルックとウォーラー＝ブリッジの姿も目撃されている。グラスゴーでの撮影は2週間かけて行われ、9月からフォードが撮影に復帰した。
1か月後、撮影チームはシチリアに移動し、600人近いスタッフが参加した。撮影はシラクサから始まり、オレッキオ・ディ・ディオニジオ、グロッタ・ディ・コルダーリ、ネアポリス考古学公園、マニアーチェ城、チェファル、トラーパニ県でも行われた。トラーパニ県ではカステッランマーレ・デル・ゴルフォとマルサーラで撮影が行われた。また、セジェスタの撮影ではフォードとウォーラー＝ブリッジが参加している。シチリアの撮影現場では古代ローマ兵姿の俳優の姿が目撃されており、「映画にはタイムトラベル要素が含まれているのではないか」という憶測を呼んだ。2021年10月17日からはモロッコのフェズで撮影が行われた。11月4日に同地のホテルでカメラ・オペレーターのニック・キューパックが死亡しているのが発見され、ディズニーは「彼の突然死は製作とは無関係のものです」と声明を発表した。2022年2月26日に撮影が終了した。
フォードは一部のシーンでディ・エイジングを行っている。これに対して、スピルバーグは以前から「第5作を作るなら、ハリソンは製作時点の年齢で出演するべきなのです」「彼はその年齢を演じるべきだし、私たちはそれを脚本に書き込むでしょう」と語り、ディ・エイジングに反対していた。撮影監督のフェドン・パパマイケルは、マンゴールド作品に参加するのは6度目となる。

### 音楽
2016年6月、スピルバーグはジョン・ウィリアムズが映画音楽の作曲を担当することを明かし、2021年にも彼が参加することが再度報じられた。

## 予告 ＆ プロモーション
2022年5月27日、3年ぶりに開催された「スター・ウォーズ セレブレーション」にて、本作の場面写真が初解禁された。同年11月19日、『インディ・ジョーンズ』第5作目の新たな場面写真がEmpire誌でお披露目された。同年12月2日、本作の正式タイトルが『Indiana Jones and the Dial of Destiny』になることが発表され、初となる予告編が、ルーカスフィルム公式YouTubeチャンネルで公開された。
2023年2月12日、本作の新スポット映像が、アメリカの一大イベント「スーパーボウル」のテレビ中継放送に合わせて公開された。同年4月8日、本作の予告編第2弾が、ロンドンで開催された「スター・ウォーズ セレブレーション 2023」にて、初披露された。また、同時に、Tony Stellaによって描き下ろされた公式ポスターも発表された。

## 公開
当初の公開予定日は2019年7月19日だったが、ウォルト・ディズニー・スタジオ・モーション・ピクチャーズは『ライオン・キング』の公開を優先したため2020年7月10日に延期され、さらに2021年7月9日に延期された。その後、新型コロナウイルス感染症の流行の影響を受け、2022年7月29日に延期された。2021年10月18日に再び公開日の延期が発表され、2023年6月30日に決定した。
なお、前作まで配給を担当していたパラマウント・ピクチャーズは、本作は協力としてクレジットされている。

## 日本での展開
2022年12月7日、正式邦題『インディ・ジョーンズと運命のダイヤル』と、2023年6月30日に日米同時公開されることが発表された。
2023年5月31日には日本語吹替版のキャストが一部解禁され、インディ役はこれまで日本テレビ系列『金曜ロードショー』とビデオソフトでシリーズ全4作を吹き替え、東京ディズニーシー内のアトラクション『インディ・ジョーンズ・アドベンチャー:クリスタルスカルの魔宮』などでも務めてきた村井國夫が続投することが発表された。村井が劇場公開版の吹き替えでインディを演じるのは、本作が初めてとなる。日本では「耳馴染みのある村井國夫吹替」と評されるほど多くのファンから支持を集めている村井によるインディの再演が話題を集め、SNS上でファンからの多くの歓びの声がトレンドに上がるなど、大きな反響があった。
同年6月7日、TOHOシネマズ日比谷にて本作の公開記念イベントとして『レイダース/失われたアーク《聖櫃》』の特別上映が開催され、村井とお笑いコンビのミキが登壇した。
同年7月5日、ユナイテッド・シネマ豊洲にて公開記念舞台挨拶が行われ、村井をはじめ、日本語吹き替えに参加した井上和彦、宝亀克寿、木村皐誠が登壇した。ここでは、ハリソン・フォード本人から日本へ向けたサプライズのビデオメッセージが公開され、村井に対しては1作目からのシリーズへの貢献に感謝と、日本語版インディを演じるあなたの声を聞けて嬉しかった。いつかお会いしたいですとの言葉が贈られた。村井は胸を抑えて感涙し、感激です（シリーズが）終わったとしても次の作品でもフォードの吹替をしたいと、喜びを噛み締めた。
ホームメディアについては2023年9月1日からデジタル配信が先行する形でセル配信の販売を開始した。レンタル形式でのデジタル配信並びにディスクによる販売は同年12月15日から開始する予定。定額制動画配信サービスのDisney+でも同年12月1日17時からスターブランドにて見放題配信を開始する予定。

## 興行収入

### アメリカ合衆国
ディズニーは公開当日から3日間（2023年6月30日から同年7月2日まで）の興行収入を最大6500万ドルと見込んでいたが、6000万ドル（約86億8000万円）にとどまったことを2023年7月2日にコムスコアが発表した。
2023年8月、アメリカのエンターテインメント専門誌であるバラエティによると興行収入の面で苦戦し、1億ドル（約146億円）の損失を出す可能性があると報じた。制作費を上回る収益は上げたものの、マーケティング費用を回収するには十分ではないとしており、同誌はカンヌ国際映画祭において同時上映された同じディズニー（ピクサー）製作の『マイ・エレメント』の評価が振るわなかったことも影響していると分析している。

### 日本
一方で日本では週末3日間で動員25万6000人、興収3億9400万円を記録し、公開2週目には動員1位となる。公開から10日目には累計動員は93万人、累計興収は13億6200万円を記録するなど健闘した。その後も海外市場の第3位にランクインするなど、アジア圏内では日本が最もヒットした形となり、国内での『インディ・ジョーンズ』人気を証明した。
7月19日時点では日本累計興行収入は20億2214万円、動員は139万1082人を記録したことが発表された。
最終的な日本累計興行収入は26億円を記録。これは同年に国内で公開された洋画では7位にあたる。

## 受賞・ノミネート
| 映画賞                                          | 授賞式         | 部門                                     | 対象 | 結果       | 出典            |
| ----------------------------------------------- | -------------- | ---------------------------------------- | --- | ---------- | --------------- |
| ゴールデン・トレーラー賞                        | 2023年6月29日  | ファンタジー/アドベンチャー賞            | - 『インディ・ジョーンズと運命のダイヤル』 - 「New Day」                                                                             | 受賞       | [ 161 ] [ 162 ] |
| ゴールデン・トレーラー賞                        | 2023年6月29日  | サマー2023ブロックバスター・トレーラー賞 | - 『インディ・ジョーンズと運命のダイヤル』 - 「New Day」                                                                             | ノミネート | [ 161 ] [ 162 ] |
| ゴールデン・トレーラー賞                        | 2023年6月29日  | ティーザー賞                             | - 『インディ・ジョーンズと運命のダイヤル』 - 「New Day」                                                                             | ノミネート | [ 161 ] [ 162 ] |
| ゴールデン・トレーラー賞                        | 2023年6月29日  | TVスポットファンタジー/アドベンチャー賞  | - 『インディ・ジョーンズと運命のダイヤル』 - 「Hero」                                                                                | 受賞       | [ 161 ] [ 162 ] |
| ゴールデン・トレーラー賞                        | 2023年6月29日  | TVスポット音楽賞                         | - 『インディ・ジョーンズと運命のダイヤル』 - 「Hero」                                                                                | ノミネート | [ 161 ] [ 162 ] |
| 第20回セントルイス映画批評家協会賞              | 2023年12月17日 | アクション映画賞                         | 『インディ・ジョーンズと運命のダイヤル』                                                                                             | ノミネート | [ 163 ] [ 164 ] |
| 第20回セントルイス映画批評家協会賞              | 2023年12月17日 | スタント賞                               | 『インディ・ジョーンズと運命のダイヤル』                                                                                             | ノミネート | [ 163 ] [ 164 ] |
| EDA賞                                           | 2024年1月3日   | 最も時間を浪費させるリメイク・続編賞     | 『インディ・ジョーンズと運命のダイヤル』                                                                                             | ノミネート | [ 165 ]         |
| 第23回AARP大人のための映画賞                    | 2024年1月17日  | 世代間映画賞                             | 『インディ・ジョーンズと運命のダイヤル』                                                                                             | ノミネート | [ 166 ]         |
| 第51回サターン賞                                | 2024年2月4日   | ファンタジー映画賞                       | 『インディ・ジョーンズと運命のダイヤル』                                                                                             | 受賞       | [ 167 ] [ 168 ] |
| 第51回サターン賞                                | 2024年2月4日   | 監督賞                                   | ジェームズ・マンゴールド | ノミネート | [ 167 ] [ 168 ] |
| 第51回サターン賞                                | 2024年2月4日   | 主演男優賞                               | ハリソン・フォード | 受賞       | [ 167 ] [ 168 ] |
| 第51回サターン賞                                | 2024年2月4日   | 助演男優賞                               | マッツ・ミケルセン | ノミネート | [ 167 ] [ 168 ] |
| 第51回サターン賞                                | 2024年2月4日   | 助演女優賞                               | フィービー・ウォーラー＝ブリッジ | ノミネート | [ 167 ] [ 168 ] |
| 第51回サターン賞                                | 2024年2月4日   | 編集賞                                   | - アンドリュー・バックランド - マイケル・マカスカー - ディルク・ウェスターベルト                                                     | ノミネート | [ 167 ] [ 168 ] |
| 第51回サターン賞                                | 2024年2月4日   | 音楽賞                                   | ジョン・ウィリアムズ | 受賞       | [ 167 ] [ 168 ] |
| 第51回サターン賞                                | 2024年2月4日   | 衣装デザイン賞                           | ジョアンナ・ジョンストン | ノミネート | [ 167 ] [ 168 ] |
| 第51回サターン賞                                | 2024年2月4日   | 特殊効果賞                               | - アンドリュー・ホワイトハースト - キャシー・シーゲル - ロバート・ウィーヴァー - アリスター・ウィリアムズ                            | ノミネート | [ 167 ] [ 168 ] |
| 第4回全米セットデコレーター協会賞               | 2024年2月13日  | ファンタジー・SF映画装飾/デザイン賞      | - アンナ・ピノック - アダム・ストックハウゼン                                                                                        | ノミネート | [ 169 ]         |
| 第22回視覚効果協会賞                            | 2024年2月21日  | 視覚効果賞                               | - アンドリュー・ホワイトハースト - キャシー・シーゲル - ロバート・ウィーバー - ジュリアン・ハッチェンス - アリアスター・ウィリアムズ | ノミネート | [ 170 ] [ 171 ] |
| 第22回視覚効果協会賞                            | 2024年2月21日  | 環境製作賞                               | - 海底の沈没船： - ヨハン・ガブリエルソン - エイドリアン・ツァン - ステファン・アンダーソン - マーティン・エネロス                   | ノミネート | [ 170 ] [ 171 ] |
| 国際映画音楽批評家協会賞                        | 2024年2月22日  | 作曲賞                                   | ジョン・ウィリアムズ | 受賞       | [ 172 ] [ 173 ] |
| 国際映画音楽批評家協会賞                        | 2024年2月22日  | 作曲家賞                                 | ジョン・ウィリアムズ | ノミネート | [ 172 ] [ 173 ] |
| 国際映画音楽批評家協会賞                        | 2024年2月22日  | 構成賞                                   | - 「Helena's Theme」 - ジョン・ウィリアムズ                                                                                          | ノミネート | [ 172 ] [ 173 ] |
| 国際映画音楽批評家協会賞                        | 2024年2月22日  | アクション/アドベンチャー映画部門作曲賞  | ジョン・ウィリアムズ | 受賞       | [ 172 ] [ 173 ] |
| 第30回全米映画俳優組合賞                        | 2024年2月24日  | スタント・アンサンブル賞                 | 『インディ・ジョーンズと運命のダイヤル』                                                                                             | ノミネート | [ 174 ]         |
| 第44回ゴールデンラズベリー賞                    | 2024年3月9日   | 最低前日譚・リメイク・盗作・続編賞       | 『インディ・ジョーンズと運命のダイヤル』                                                                                             | ノミネート | [ 175 ]         |
| 第44回ゴールデンラズベリー賞                    | 2024年3月9日   | 最低脚本賞                               | - ジェズ・バターワース - ジョン＝ヘンリー・バターワース - デヴィッド・コープ - ジェームズ・マンゴールド                              | ノミネート | [ 175 ]         |
| 第4回クリティクス・チョイス・スーパー・アワード | 2024年4月4日   | アクション映画賞                         | 『インディ・ジョーンズと運命のダイヤル』                                                                                             | ノミネート | [ 176 ] [ 177 ] |